# Nécropole des Près-de-l'Eau
La nécropole des Près-de-l'Eau se situe au lieu-dit les Près-de-l'Eau sur la commune de Lacrost (Saône-et-Loire). Elle occupe une superficie d'une quinzaine d'hectares à 700 mètres de la Saône sur la rive gauche.

## Le site

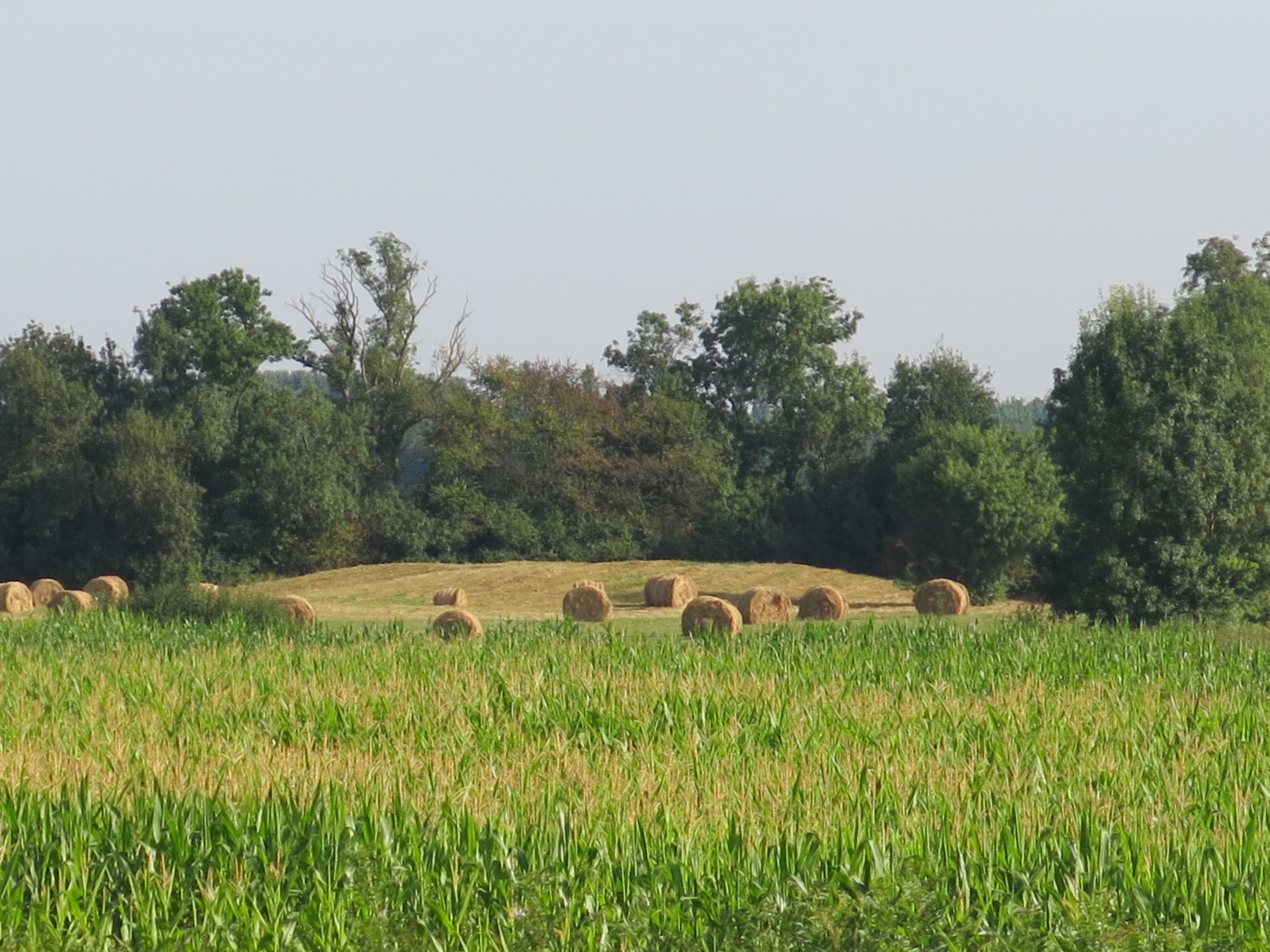
Malheureusement, chaque année le sol des tumulus est cultivé et moissonné !

Il est bordé à l'est par le bief de la petite rivière Arvoux.
Il comporte une quarantaine de tumuli selon trois lignes approximatives orientées nord-sud parallèlement à la rivière. Les tumuli sont plus nombreux au sud, mais plus grand au nord.
Leurs dimensions varient de 5 à 45 mètres de diamètre et de quelques centimètres à 1,8 mètre de hauteur.
Les terrains étant à la fois en culture et inondables, beaucoup de tumuli ne sont plus visibles.
Deux de ces tumuli sont classés au titre des monuments historiques par arrêté du 4 mai 1934.

## Les recherches successives
Les premières recherches ont été menées par la Société des Amis des Arts et des Sciences de Tournus en 1879.
Les tumuli 1 et 2, les plus importants de la nécropole et situés approximativement au centre, ont été auscultés par une tranchée de 3 à 3,5 mètres de large, de la périphérie vers le centre. Les objets découverts ont été déposés au musée Greuze de Tournus.

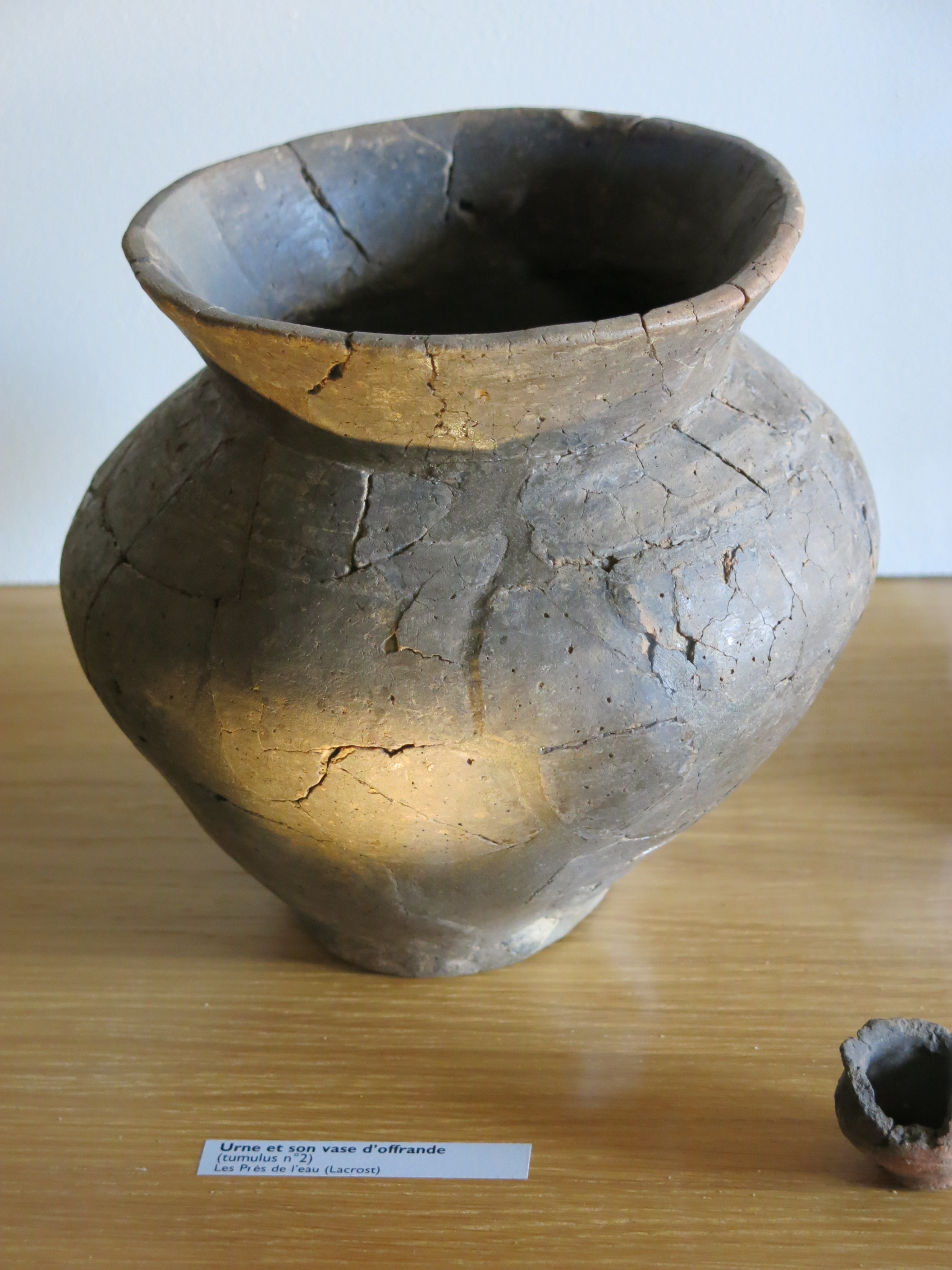
L'urne du tumulus no 2

Le tumulus 1 est un simple amoncellement de terres, prélevées sur les environs. Au centre, un vase en forme de bulbe d'oignon de 15 cm de diamètre environ contenant une poignée d'ossements calcinés.
Le squelette d'un bœuf a été découvert à 2 mètres du centre, sans qu'on puisse savoir si sa présence est rituelle ou fortuite.
La structure du tumulus 2 est plus complexe avec un muret circulaire enfoui à environ 9 mètres du centre avec des dallettes de calcaire empilées à sec du environ 80 cm de hauteur et de largeur.
Au centre, une urne plus grande de 20 cm de diamètre environ a été découverte, avec un petit vase offrande en son centre, mais sans trace de restes humains.
En 1962, à la faveur de crues de la Saône, 23 tertres ont été recensés.
Dans les années 1980, les labours et les inondations ont effacé l'essentiel des tertres. Seuls les tumuli 1 et 2 font l'objet d'une protection.
Une fouille d'urgence a été lancée en 1986-1987 sur les tumuli no 3 et 4 situés dans la partie sud de la nécropole. Sur le tumulus no 3, elle a mis en évidence une ceinture de 19 mètres de diamètre composée de dalles dressées. Mais le centre du tumulus avait été excavé pour l'installation d'un four à chaux qui a du exploiter à la fin de l'époque romaine les moellons calcaires d'une villa située à proximité. De ce fait, aucun dépôt funéraire n'a été découvert, malgré des décapages soigneux et étendus.
Le tumulus no 4 ne renfermait pas de ceinture de pierres, mais deux urnes grossières de 20 cm de diamètre environ, contenant chacune un vase d'offrandes, avec des ossements brûlés dans l'un d'entre eux seulement.
Le tumulus no 35 situé au nord de la nécropole a fait l'objet d'une fouille ponctuelle en 1989 après l'apparition d'objets à la suite de labours qui l'ont dégradé. Ont été mis au jour un bracelet tonnelet en lignite et un récipient globuleux de 5 cm de diamètre. Ainsi que des ossements humains calcinés.

## Les conclusions sur l'ensemble
Seuls 3 des 5 tumuli fouillés ont livré des restes d'ossements.
Tous les tumuli ont été bâtis sur une aire préalablement nettoyée par le feu.
Ils sont de 4 types :
- Simple, une accumulation de terre
- Simple à cœur argileux
- Avec une simple ceinture circulaire de dalles enfouies dans le tumulus
- Avec un muret circulaire enfoui dans le tumulus

La forme et le décor des vases recueillis permettent de les dater de la période du bronze vers 800 av. J.-C.
Sur le site, ont été trouvés des silex taillés de l'époque néolithique et une pointe de flèche datant de la fin de l'Âge de la Pierre Polie vers 2500 av. J.-C. Cela prouve une longue fréquentation des lieux. Ont également été retrouvés des tessons de poteries et objets métalliques de l'époque gauloise bien ultérieure à celle de l'élaboration des tumuli.
Des restes gallo-romains montrent la construction de maisons aux Ier et IIe siècles. Parfois au-dessus des tumulus pour être un peu à l'abri de l'humidité.
D'autres nécropoles se trouvent aux environs, au lieu-dit les Varennes toujours sur la commune de Lacrost, mais aussi à Ormes - Simandre et au nord du lit de la rivière Seille.

### Source
Source : toutes les informations de cet article sont tirées de la plaquette :
Jean Duriaud, Lacrost, les Près-de-l'Eau : Une nécropole de la fin de l'âge du bronze en Tournugeois (vers 800 avant J.-C.), Dijon, Société des amis des arts et des sciences de Tournus, 4e trimestre 1991, 12 p.